# محوطه دل سری
محوطه دل سری در شهرستان رضوانشهر، بخش مرکزی، ییلاق دل سری واقع شده و این اثر در تاریخ ۲۷ بهمن ۱۳۸۲ با شمارهٔ ثبت ۱۰۹۴۶ به‌عنوان یکی از آثار ملی ایران به ثبت رسیده است.